# Hyperolius nienokouensis
Hyperolius nienokouensis là một loài ếch thuộc họ Hyperoliidae.
Đây là loài đặc hữu của Bờ Biển Ngà.
Môi trường sống tự nhiên của chúng là rừng ẩm vùng đất thấp nhiệt đới hoặc cận nhiệt đới, đầm nước, và đầm nước ngọt có nước theo mùa.
Chúng hiện đang bị đe dọa vì mất môi trường sống.